# 隔蒴苘
隔蒴苘（学名：Wissadula periplocifolia）为锦葵科隔蒴苘属下的一个种。